# Gemeentehuis van Beigem, onderwijzerswoning en school

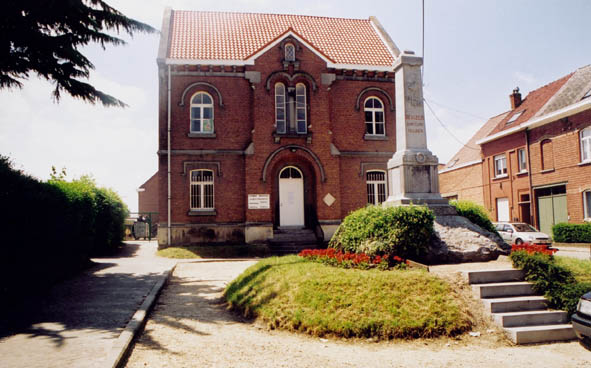
Het voormalig gemeentehuis van Beigem in 2001

Het voormalig gemeentehuis van Beigem is gelegen aan de Gemeentehuisstraat in Grimbergen en werd in 1865 opgetrokken door aannemer J. Van Thielen naar een ontwerp van provinciaal architect Louis Spaak (1804-1893). Het deed tevens dienst als onderwijzerswoning en school. Het is een eclectisch breedhuis van drie traveeën en twee bouwlagen met haaks op de achtergevel een vierkant volume van één bouwlaag en drie traveeën onder een zadeldak.
Anno 2005 deed het gebouw dienst als openbare bibliotheek.
Tijdens de storm Ciara in februari 2020 raakte het gebouw beschadigd, waarop burgemeester Selleslagh besliste om het gebouw geheel af te breken. Na protest van de bevolking moest hij echter zijn besluit intrekken.